# Fegersheim
Fegersheim (prononcé [fegəʁs(h)ajm] ,  Fajersche en alsacien) est une commune française située dans la circonscription administrative du Bas-Rhin et, depuis le 1er janvier 2021, dans le territoire de la Collectivité européenne d'Alsace, en région Grand Est.
Proche de Strasbourg, elle fait partie de sa grande couronne sud.
La ville est familièrement appelée « Feg » par ses habitants.

## Géographie

### Situation
Fegersheim est située à environ 14 km au sud-ouest de Strasbourg (centre), sur la route de Strasbourg à Sélestat, ville distante d'environ 30 km au sud-ouest.

### Communes limitrophes
| Geispolsheim |              | Illkirch-Graffenstaden |
| Lipsheim     | Fegersheim   |                        |
|              | Ichtratzheim | Eschau                 |

### Relief et hydrographie
- Hydrogéologie : voir sur le site du BRGM, le « Système d’information pour la gestion de l’aquifère rhénan »[3].

La commune se trouve dans la plaine d'Alsace, caractérisée par de faibles dénivelés : l'altitude varie entre 142 et 149 m.
Son territoire est traversé par la rivière de l'Andlau (affluent de l'Ill, elle-même affluent du Rhin à Strasbourg), qui constitue ensuite sa limite communale (à l'est) jusqu'au point de confluence. C'est ensuite l'Ill qui marque la limite est de la commune.
Autres cours d'eau :
- la Scheer.
- Ruisseau la Scheer[4].
- Ruisseau le Vieil Ergelsenbach[5].
- La Petite Ill[6].

### Sismicité
Fegersheim est située dans une zone de sismicité moyenne,.

### Hydrographie

#### Réseau hydrographique
La commune est dans le bassin versant du Rhin au sein du bassin Rhin-Meuse. Elle est drainée par l'Ill, l'Andlau, le ruisseau la Scheer, le ruisseau le Vieil Ergelsenbach et la Petite Ill,.
L'Ill, d'une longueur de 217 km, prend sa source dans la commune de Winkel et se jette  dans le Grand Canal d'Alsace à Offendorf, après avoir traversé 68 communes. Les caractéristiques hydrologiques de l'Ill sont données par la station hydrologique située sur la commune. Le débit moyen mensuel est de 41,5 m3/s. Le débit moyen journalier maximum est de 62 m3/s, atteint lors de la crue du 1er juin 2013. Le débit instantané maximal est quant à lui de 66,7 m3/s, atteint le 30 juillet 2014.
L'Andlau, d'une longueur de 42 km, prend sa source dans la commune de Le Hohwald et se jette  dans l'Ill à Illkirch-Graffenstaden, après avoir traversé 21 communes.
La Scheer, d'une longueur de 40 km, prend sa source dans la commune de Scherwiller et se jette  dans l'Andlau sur la commune, après avoir traversé 20 communes.
Le Vieil Ergelsenbach, d'une longueur de 13 km, prend sa source dans la commune de Meistratzheim et se jette  dans l'Ehn à Geispolsheim, après avoir traversé huit communes.

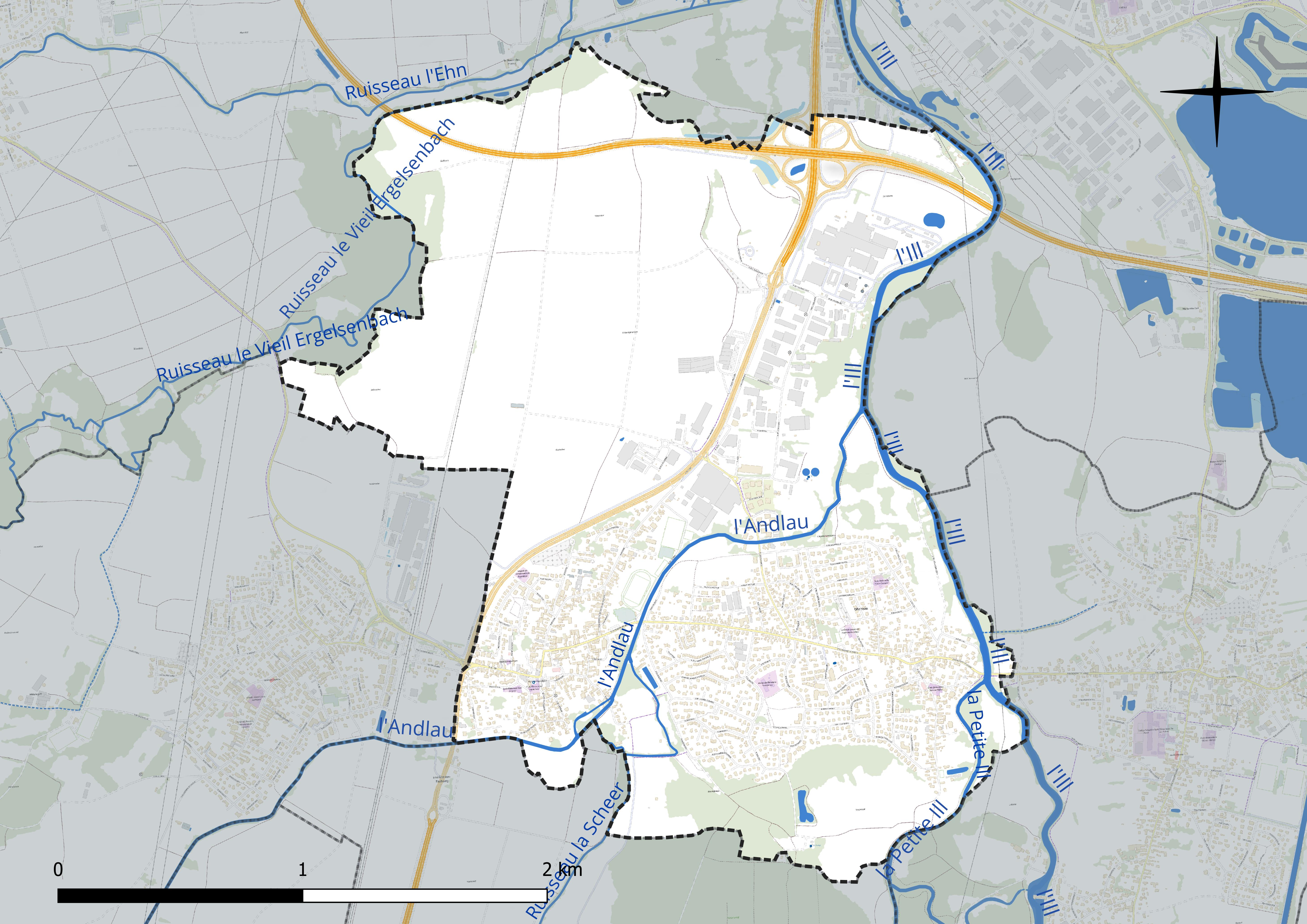
Réseau hydrographique de Fegersheim.

#### Gestion et qualité des eaux
Le territoire communal est couvert par le schéma d'aménagement et de gestion des eaux (SAGE) « Ill Nappe Rhin ». Ce document de planification concerne la nappe phréatique rhénane, les cours d'eau de la plaine d'Alsace et du piémont oriental du Sundgau, les canaux situés entre l'Ill et le Rhin et les zones humides de la plaine d'Alsace. Le périmètre s’étend sur 3 596 km2. Il a été approuvé le 17 janvier 2005. La structure porteuse de l'élaboration et de la mise en œuvre est la région Grand Est.
La qualité des cours d’eau peut être consultée sur un site dédié géré par les agences de l’eau et l’Agence française pour la biodiversité.

### Climat
Pour des articles plus généraux, voir Climat du Grand Est et Climat du Bas-Rhin.
En 2010, le climat de la commune est de type climat des marges montargnardes, selon une étude du Centre national de la recherche scientifique s'appuyant sur une série de données couvrant la période 1971-2000. En 2020, Météo-France publie une typologie des climats de la France métropolitaine dans laquelle la commune est exposée à un climat semi-continental et est dans la région climatique Alsace, caractérisée par une pluviométrie faible, particulièrement en automne et en hiver, un été chaud et bien ensoleillé, une humidité de l’air basse au printemps et en été, des vents faibles et des brouillards fréquents en automne (25 à 30 jours).
Pour la période 1971-2000, la température annuelle moyenne est de 10,9 °C, avec une amplitude thermique annuelle de 18,1 °C. Le cumul annuel moyen de précipitations est de 652 mm, avec 8,9 jours de précipitations en janvier et 10,1 jours en juillet. Pour la période 1991-2020, la température moyenne annuelle observée sur la station météorologique de Météo-France la plus proche, « Strasbourg-Entzheim », sur la commune d'Entzheim à 6 km à vol d'oiseau, est de 11,4 °C et le cumul annuel moyen de précipitations est de 635,7 mm. 
La température maximale relevée sur cette station est de 38,9 °C, atteinte le 25 juillet 2019 ; la température minimale est de −23,6 °C, atteinte le 23 janvier 1942,,.
| Mois                                  | jan.             | fév.             | mars             | avril           | mai             | juin           | jui.           | août           | sep.            | oct.            | nov.             | déc.             | année      |
| ------------------------------------- | ---------------- | ---------------- | ---------------- | --------------- | --------------- | -------------- | -------------- | -------------- | --------------- | --------------- | ---------------- | ---------------- | ---------- |
| Température minimale moyenne (°C)     | −0,2             | 0                | 2,6              | 5,7             | 10,1            | 13,4           | 14,9           | 14,5           | 10,7            | 7,2             | 3,3              | 0,8              | 6,9        |
| Température moyenne (°C)              | 2,5              | 3,6              | 7,4              | 11,3            | 15,5            | 18,9           | 20,6           | 20,3           | 16,1            | 11,5            | 6,3              | 3,3              | 11,4       |
| Température maximale moyenne (°C)     | 5,2              | 7,3              | 12,1             | 17              | 20,9            | 24,4           | 26,4           | 26,1           | 21,6            | 15,8            | 9,4              | 5,9              | 16         |
| Record de froid (°C) date du record   | −23,6 23.01.1942 | −22,3 15.02.1929 | −16,7 04.03.1965 | −5,6 21.04.1938 | −2,4 11.05.1953 | 1,1 02.06.1936 | 4,9 07.07.1961 | 4,8 30.08.1998 | −1,3 27.09.1943 | −7,6 31.10.1950 | −10,8 30.11.1973 | −23,4 23.12.1938 | −23,6 1942 |
| Record de chaleur (°C) date du record | 17,5 10.01.1991  | 21,1 25.02.21    | 26,3 31.03.21    | 30 22.04.18     | 34,6 20.05.22   | 38,8 30.06.19  | 38,9 25.07.19  | 38,7 07.08.15  | 33,4 11.09.23   | 31 13.10.23     | 22,1 18.11.1926  | 18,6 31.12.22    | 38,9 2019  |
| Ensoleillement (h)                    | 555              | 858              | 1 464            | 1 869           | 2 091           | 2 264          | 2 397          | 2 242          | 1 735           | 1 004           | 552              | 442              | 17 473     |
| Précipitations (mm)                   | 35,4             | 34,1             | 38,6             | 41,8            | 77,2            | 68,5           | 71,9           | 61,3           | 54,6            | 59,5            | 47,6             | 45,2             | 635,7      |

| Diagramme climatique                                  |          |             |           |              |              |              |              |              |             |            |            |
| J                                                     | F        | M           | A         | M            | J            | J            | A            | S            | O           | N          | D          |
| 5,2−0,235,4                                           | 7,3034,1 | 12,12,638,6 | 175,741,8 | 20,910,177,2 | 24,413,468,5 | 26,414,971,9 | 26,114,561,3 | 21,610,754,6 | 15,87,259,5 | 9,43,347,6 | 5,90,845,2 |
| Moyennes : • Temp. maxi et mini °C • Précipitation mm |          |             |           |              |              |              |              |              |             |            |            |

Les paramètres climatiques de la commune ont été estimés pour le milieu du siècle (2041-2070) selon différents scénarios d'émission de gaz à effet de serre à partir des nouvelles projections climatiques de référence DRIAS-2020. Ils sont consultables sur un site dédié publié par Météo-France en novembre 2022.

### Communications et transports

#### Routes
Fegersheim est traversée par la RD 1083 (ancienne RN 83) reliant Strasbourg à Sélestat, puis Colmar. Cette route est en cours d'aménagement à Fegersheim, à Lipsheim et à Ichtratzheim.
La commune est proche de plusieurs autoroutes :
- A35 (« autoroute des cigognes » ou « l'Alsacienne »), reliant Lauterbourg (à la frontière allemande) à Saint-Louis (à la frontière suisse, près de Bâle) ; les échangeurs les plus proches se trouvent à Geispolsheim et Illkirch-Graffenstaden.
- A350 : A35 Basel, Schiltigheim[pas clair].
- A351 : échangeurs Koenigshoffen, Koenigshoffen[pas clair].
- A352 : A35 - A355 (GCO), échangeur N420/D500 Molsheim - Obernai[pas clair].
- A4 (autoroute de l’Est) : A35 Basel[pas clair], échangeurs Strasbourg centre, Bischheim.

#### Transports en commun
- Transports en Alsace.
- Fluo Grand Est.

##### Chemin de fer

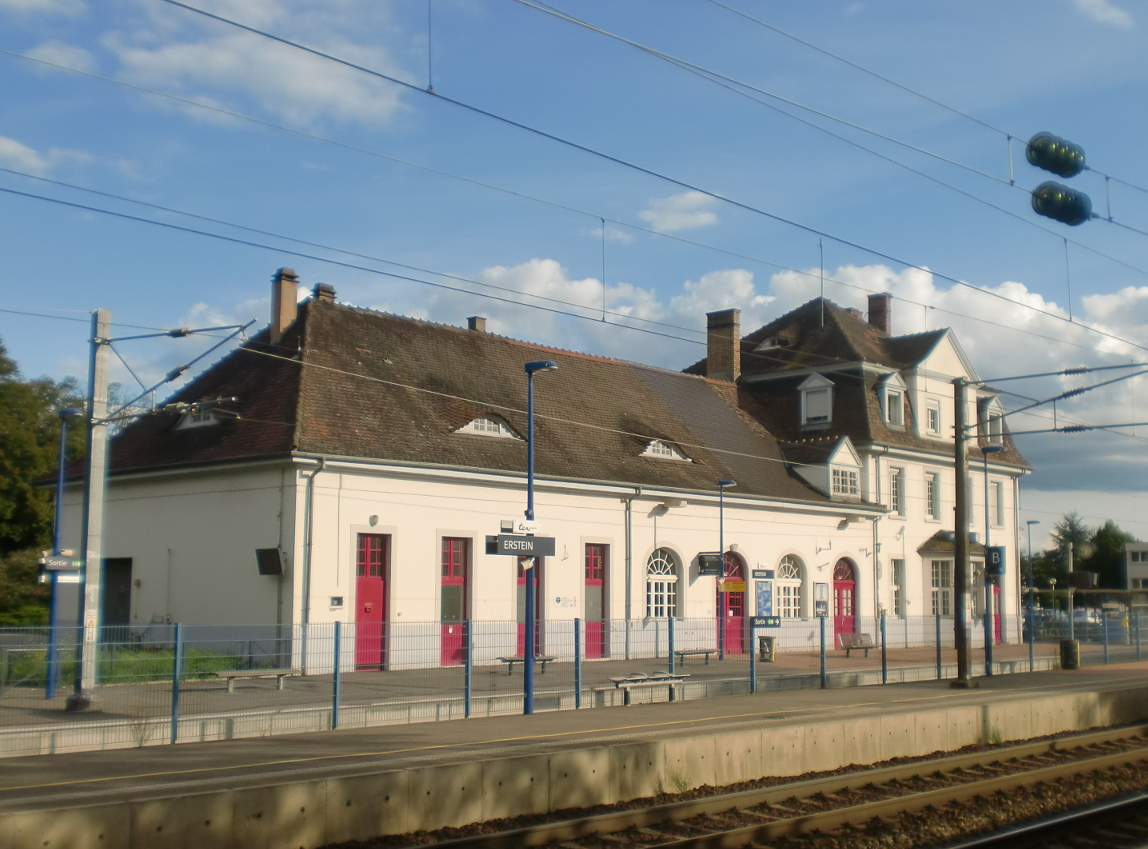
Gare d'Erstein.

- Gare de Fegersheim - Lipsheim.
- Gare de Geispolsheim.
- Gare de Limersheim.
- Gare de Graffenstaden.
- Gare d'Entzheim-Aéroport.

## Urbanisme

### Typologie
Au 1er janvier 2024, Fegersheim est catégorisée centre urbain intermédiaire, selon la nouvelle grille communale de densité à sept niveaux définie par l'Insee en 2022.
Elle appartient à l'unité urbaine de Strasbourg (partie française), une agglomération internationale regroupant 23  communes, dont elle est une commune de la banlieue,,. Par ailleurs la commune fait partie de l'aire d'attraction de Strasbourg (partie française), dont elle est une commune de la couronne,. Cette aire, qui regroupe 268 communes, est catégorisée dans les aires de 700 000 habitants ou plus (hors Paris),.

### Occupation des sols
L'occupation des sols de la commune, telle qu'elle ressort de la base de données européenne d’occupation biophysique des sols Corine Land Cover (CLC), est marquée par l'importance des territoires agricoles (52,1 % en 2018), en diminution par rapport à 1990 (56,5 %). La répartition détaillée en 2018 est la suivante : 
terres arables (38,5 %), zones urbanisées (27,2 %), zones industrielles ou commerciales et réseaux de communication (15,5 %), zones agricoles hétérogènes (13,6 %), forêts (5,2 %). L'évolution de l’occupation des sols de la commune et de ses infrastructures peut être observée sur les différentes représentations cartographiques du territoire : la carte de Cassini (XVIIIe siècle), la carte d'état-major (1820-1866) et les cartes ou photos aériennes de l'IGN pour la période actuelle (1950 à aujourd'hui).

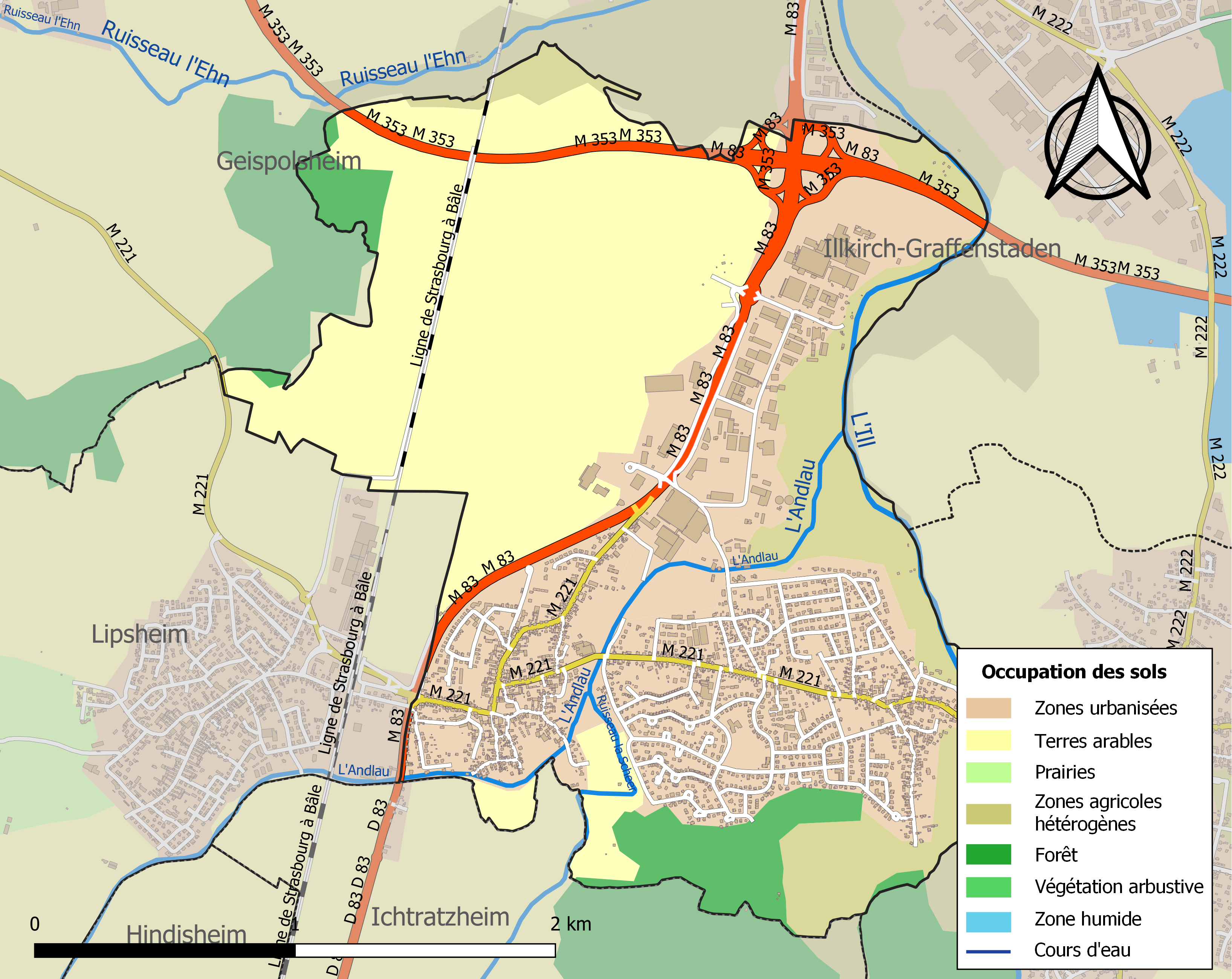
Carte des infrastructures et de l'occupation des sols de la commune en 2018 (CLC).

## Toponymie
Le nom de « Fegersheim » est composé d'un suffixe fréquent dans les pays germanophones : -heim (Mannheim, Pforzheim, en Allemagne), notamment en Alsace (Molsheim, Beblenheim, etc.) et du mot allemand Feger suivi d'une marque de génitif (-s).
Le mot Heim (das Heim) signifie « maison » au sens de « foyer », « chez soi ».
Le mot Feger signifie « balayeur » ou « nettoyeur ». Mais en l'occurrence, il est probable que Feger est l'avatar d'un nom de personne ancien, peut-être Fagher, réinterprété de façon plus banale. La structure (anthroponyme+s+heim) est en effet attestée dans de nombreux autres cas.

## Histoire
La découverte[Quand ?] de tombes du  IIIe siècle av. J.-C. atteste une occupation du site dès l'époque celtique.

### Moyen Âge et Temps modernes
Fergersheim est mentionnée pour la première fois au XIe siècle, le couvent des bénédictines d'Eschau y possédant un important domaine.
Fegersheim et son annexe[pas clair] Ohnheim appartiennent successivement, en tant que fief vassal de l'évêché de Strasbourg, aux Ochsenstein, aux Hanau-Lichtenberg et aux Rathsamhausen qui en sont seigneurs jusqu'à la Révolution. 
En 1680, Louis XIV, suivi de Bossuet et de Madame de Maintenon, séjourne avec la cour à Fegersheim, attendant l'arrivée de Marie Anne de Bavière, que doit épouser le Grand Dauphin, alors héritier présomptif du trône. Ce séjour est marqué par cinq jours de fêtes éblouissantes et de réjouissances publiques.

### Époque contemporaine
Village traditionnellement agricole, Fegersheim devient un centre de plus en plus attractif[pas clair] à la fin du XIXe siècle. En 1933 s'y installe la première entreprise, Cajofé, une fabrique de jouets.
En 1962, la municipalité aménage une des premières zones industrielles du secteur pour fournir des emplois sur place. Cette zone n'a cessé de se développer. Avec la construction, à proximité, du contournement de Strasbourg et la facilité d'accès, l'avenir devrait permettre à la ville de s'affirmer au sein de la communauté urbaine de Strasbourg.[pas clair]
En 2016, le nom d'« Ohnheim » disparait des panneaux de la ville. Ils sont récupérés par des habitants. Le nom de « Fegersheim » est alors généralisé à toute la commune.

## Politique et administration

### Liste des maires
En 2010, la commune de Fegersheim a été récompensée par le label « Ville Internet @@ ».
| Période                                  | Période                   | Identité                                      | Étiquette | Qualité |
| ---------------------------------------- | ------------------------- | --------------------------------------------- | --------- | --- |
| 1790                                     | 1791                      | François Joseph Waldejo                       |           | |
| Les données manquantes sont à compléter. |                           |                                               |           | |
| 1854 ?                                   | ?                         | Ehrhard Müller Schneider                      | SE        | |
| Les données manquantes sont à compléter. |                           |                                               |           | |
| 1920                                     | octobre 1942              | Alfred Schalck (1887-1966)                    | UPR       | Propriétaire Conseiller général de Geispolsheim (1925 → 1937)                                                           |
| Les données manquantes sont à compléter. |                           |                                               |           | |
| juillet 1945                             | octobre 1947              | Joseph Schaal (1918-1986)                     |           | |
| octobre 1947                             | décembre 1947             | Alphonse Burckert                             |           | Secrétaire de mairie |
| décembre 1947                            | mars 1977                 | Lucien Hansmaennel (1906-1988)                |           | |
| mars 1977                                | mars 2001                 | Antoine Kauffmann (1933-2018)                 | SE        | Maire honoraire |
| mars 2001                                | mars 2014                 | René Lacogne                                  | DVD       | Directeur de système d'information Adjoint au maire (1995 → 2001) Vice-président de la communauté urbaine de Strasbourg |
| mars 2014                                | En cours (au 31 mai 2020) | Thierry Schaal Réélu pour le mandat 2020-2026 | DVD       | Ingénieur Vice-président de l'Eurométropole de Strasbourg                                                               |

### Intercommunalité
Commune membre de l'Eurométropole de Strasbourg.

### Budget et fiscalité 2021
En 2021, le budget de la commune était constitué ainsi :
- total des produits de fonctionnement : 6 115 000 €, soit 1 054 € par habitant ;
- total des charges de fonctionnement : 5 479 000 €, soit 944 € par habitant ;
- total des ressources d'investissement : 2 098 000 €, soit 362 € par habitant ;
- total des emplois d'investissement : 1 433 000 €, soit 247 € par habitant ;
- endettement : 2 114 000 €, soit 364 € par habitant.

Avec les taux de fiscalité suivants :
- taxe d'habitation : 15,77 % ;
- taxe foncière sur les propriétés bâties : 26,79 % ;
- taxe foncière sur les propriétés non bâties : 60,76 % ;
- taxe additionnelle à la taxe foncière sur les propriétés non bâties : 0,00 % ;
- cotisation foncière des entreprises : 0,00 %.

Chiffres clés Revenus et pauvreté des ménages en 2020 : médiane en 2020 du revenu disponible, par unité de consommation : 26 350 €.

## Population et société

### Démographie

#### Évolution démographique
L'évolution du nombre d'habitants est connue à travers les recensements de la population effectués dans la commune depuis 1793. Pour les communes de moins de 10 000 habitants, une enquête de recensement portant sur toute la population est réalisée tous les cinq ans, les populations de référence des années intermédiaires étant quant à elles estimées par interpolation ou extrapolation. Pour la commune, le premier recensement exhaustif entrant dans le cadre du nouveau dispositif a été réalisé en 2004.

En 2022, la commune comptait 5 769 habitants, en évolution de +0,96 % par rapport à 2016 (Bas-Rhin : +3,17 %, France hors Mayotte : +2,11 %).
| 1793  | 1800  | 1806  | 1821  | 1831  | 1836  | 1841  | 1846  | 1851  |
| ----- | ----- | ----- | ----- | ----- | ----- | ----- | ----- | ----- |
| 1 029 | 1 051 | 1 219 | 1 459 | 1 473 | 1 758 | 1 771 | 1 873 | 1 803 |

| 1856  | 1861  | 1866  | 1871  | 1875  | 1880  | 1885  | 1890  | 1895  |
| ----- | ----- | ----- | ----- | ----- | ----- | ----- | ----- | ----- |
| 1 824 | 1 852 | 1 938 | 1 883 | 1 823 | 1 895 | 1 829 | 1 799 | 1 782 |

| 1900  | 1905  | 1910  | 1921  | 1926  | 1931  | 1936  | 1946  | 1954  |
| ----- | ----- | ----- | ----- | ----- | ----- | ----- | ----- | ----- |
| 1 764 | 1 764 | 1 717 | 1 634 | 1 804 | 1 919 | 1 936 | 1 829 | 1 857 |

| 1962  | 1968  | 1975  | 1982  | 1990  | 1999  | 2004  | 2006  | 2009  |
| ----- | ----- | ----- | ----- | ----- | ----- | ----- | ----- | ----- |
| 2 153 | 2 350 | 2 900 | 3 646 | 3 953 | 4 533 | 4 846 | 5 104 | 5 314 |

| 2014  | 2019  | 2022  | - | - | - | - | - | - |
| ----- | ----- | ----- | - | - | - | - | - | - |
| 5 438 | 5 734 | 5 769 | - | - | - | - | - | - |

### Sports
- Le village a un club de basket, le CSSA Ohnheim (www.cssa-basket.fr). Le club se distingue en 2016 en remportant le tournoi des sangliers de Givet.
- Un club de football est aussi présent dans le village (csfegersheim.footeo.com). Leur mentor et parrain est Jean-Pierre Papin. Ce dernier leur a offert son short fétiche, visible dans le hall de la mairie.

## Économie

### Entreprises et commerces

#### Agriculture
Le conseil départemental a procédé à une étude préalable d'aménagement foncier : volet agricole et foncier.
Une opposition s'est manifestée contre le projet de la CUS et du Port autonome de Strasbourg relatif au prélèvement de 100 ha de terres agricoles pour en faire une zone à vocation logistique et un port sec.

#### Tourisme
- Cette commune se trouve dans la région historique et culturelle d'Alsace.
- Hébergements et rtestauration.
- Chambres d'hôtes.
- Restaurants.

#### Commerces, industrie et services
- Commerces de proximité:
  - Boulangerie,
  - Boucherie.
- Fabrique de jouets[45].
- Entreprise pharmaceutique mondiale Lilly France[46].

## Culture locale et patrimoine

### Patrimoine religieux
- Église Saint-Maurice.
- Vue intérieure de la nef
vers le chœur.
- Retable « Christ déposé de la Croix par saint François » (XVIIe).
- Vue de la nef vers la tribune de l'orgue Wegmann-Stiehr-Roethinger (1842-1856).
- Chapelle Saint-Ulrich.

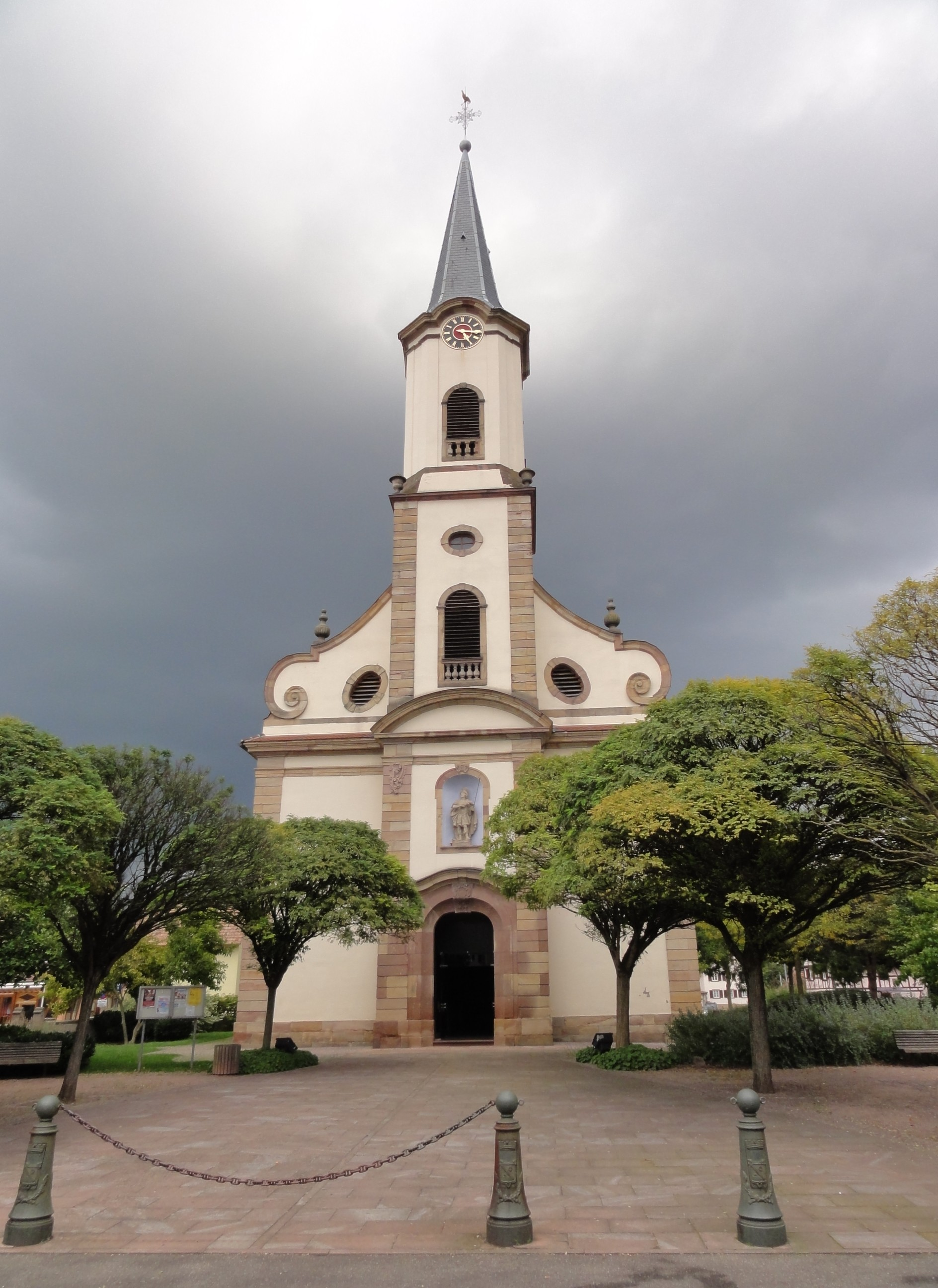
Église Saint-Maurice.
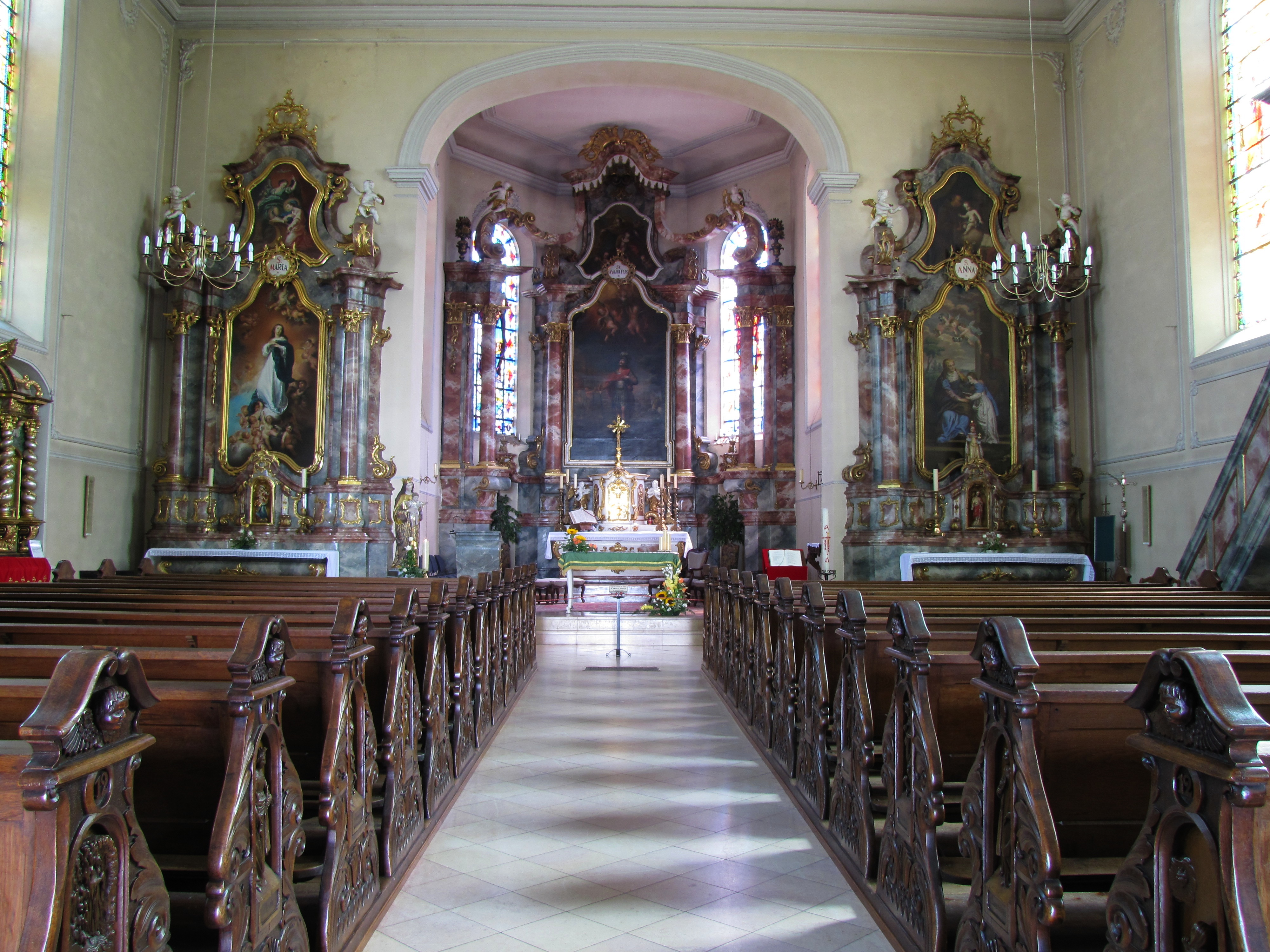
Vue intérieure de la nef vers le chœur.
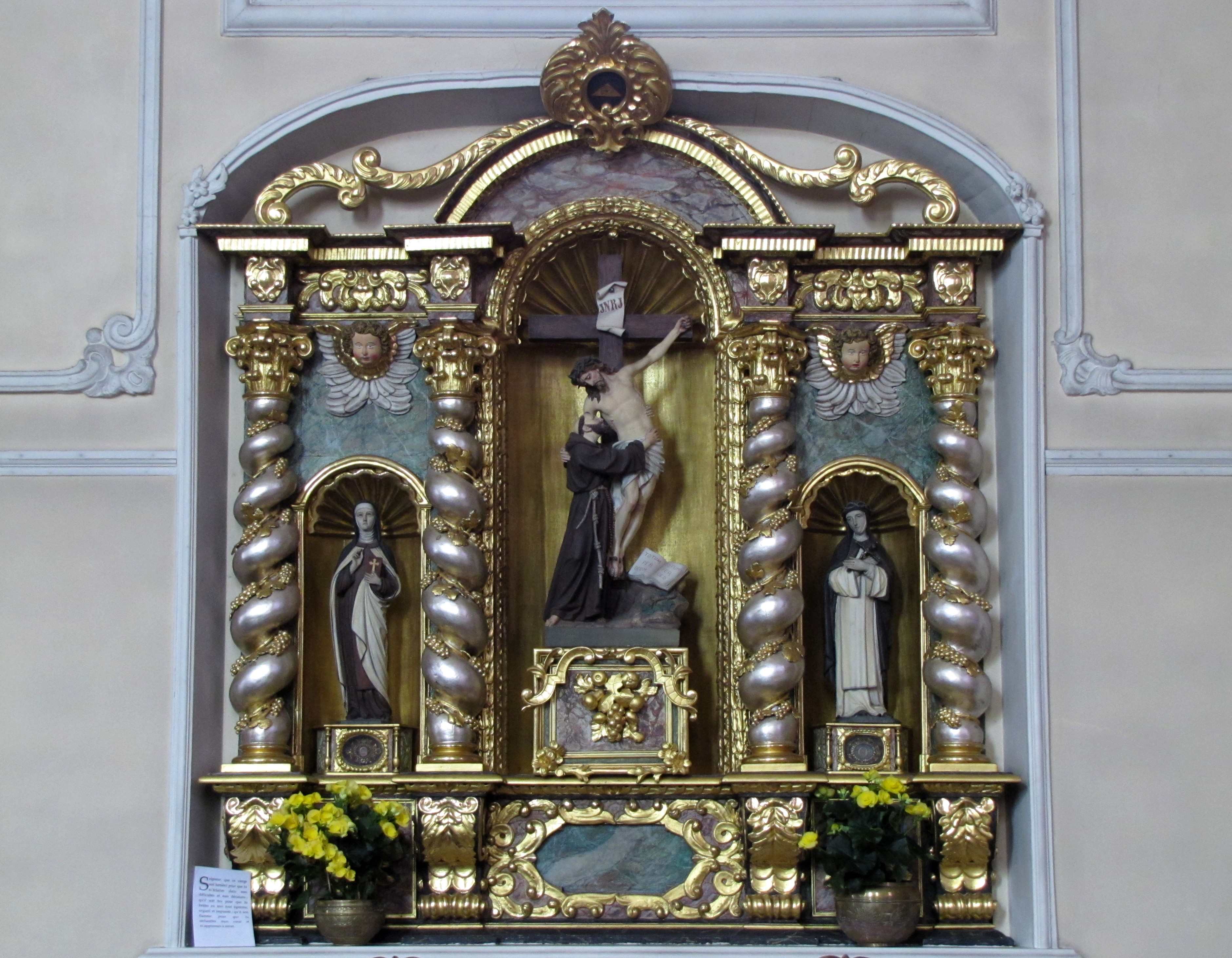
Retable « Christ déposé de la Croix par saint François » (XVIIe).
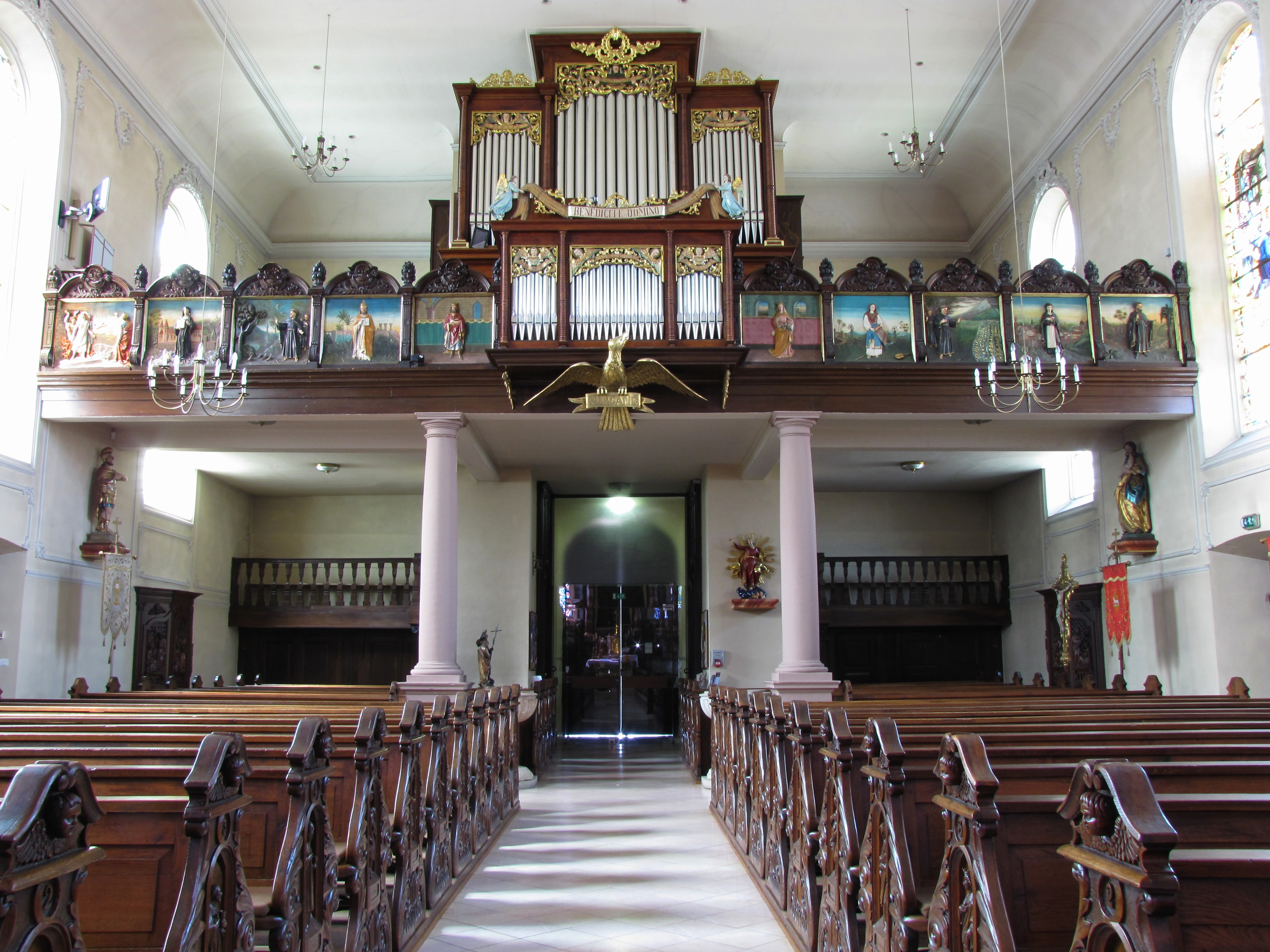
Vue de la nef vers la tribune de l'orgue Wegmann-Stiehr-Roethinger (1842-1856).
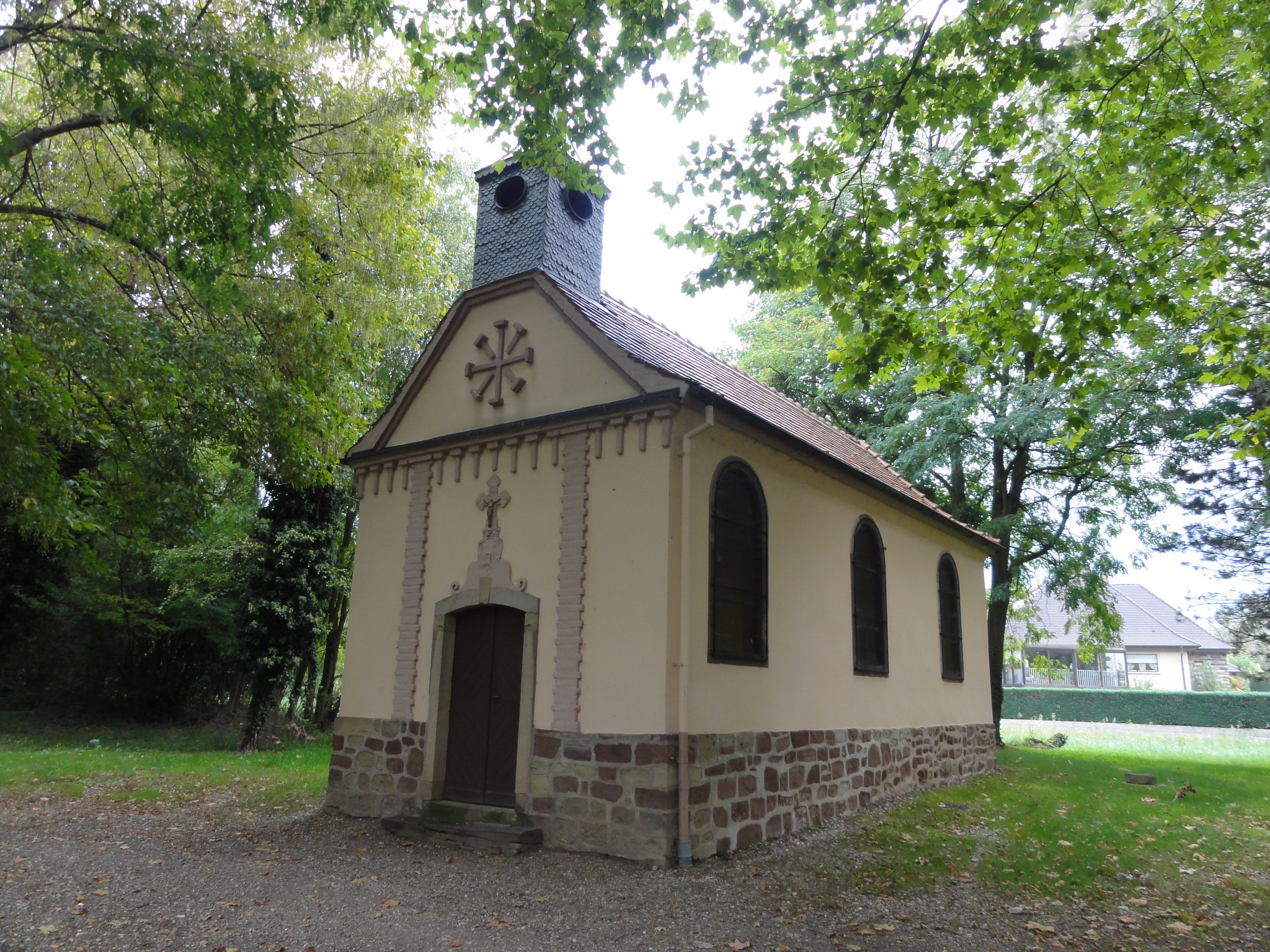
Chapelle Saint-Ulrich.

À l'intérieur l'orgue de Wegmann / Stiehr de 1842 restauré en 1996,,,,,,.
- La chapelle et la fontaine Saint-Ulrich[54],[55],[56].
- La première synagogue de Fegersheim datait de 1809 et a été remplacée en 1894 par un nouveau bâtiment qui sera très endommagé au cours de la Seconde Guerre mondiale. Ce qui conduit à sa destruction vers 1974[57],[58], les deux pierres du bâtiment conservées à la Fondation Elisa-Moulin-Vert à Geispolsheim[59],[60] en sont les seuls vestiges.

### Patrimoine civil
- Dolmen de la Gastée[61].
- Château acheté en 1590 par Rudolf de Breitenlandenberg aux Rathsamhausen[62].
- Maison en pan de bois du XVIIIe siècle[63].
- Hôtel du maître de poste.
- Auberge Au Soleil d'Or.
- Ancien moulin daté 1747[64].

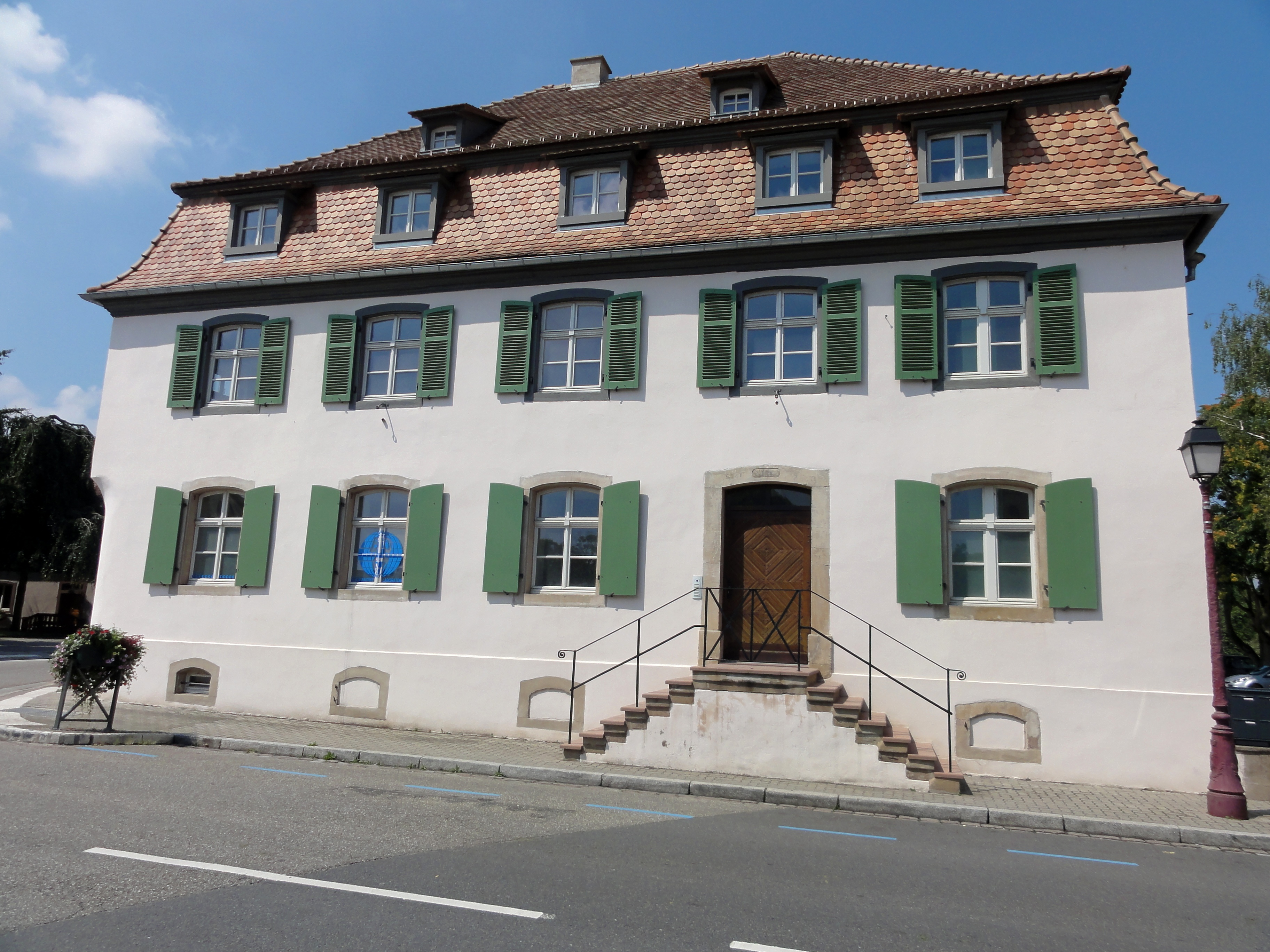
Relais de poste dit restaurant « À la Diligence » (XVIIIe siècle).
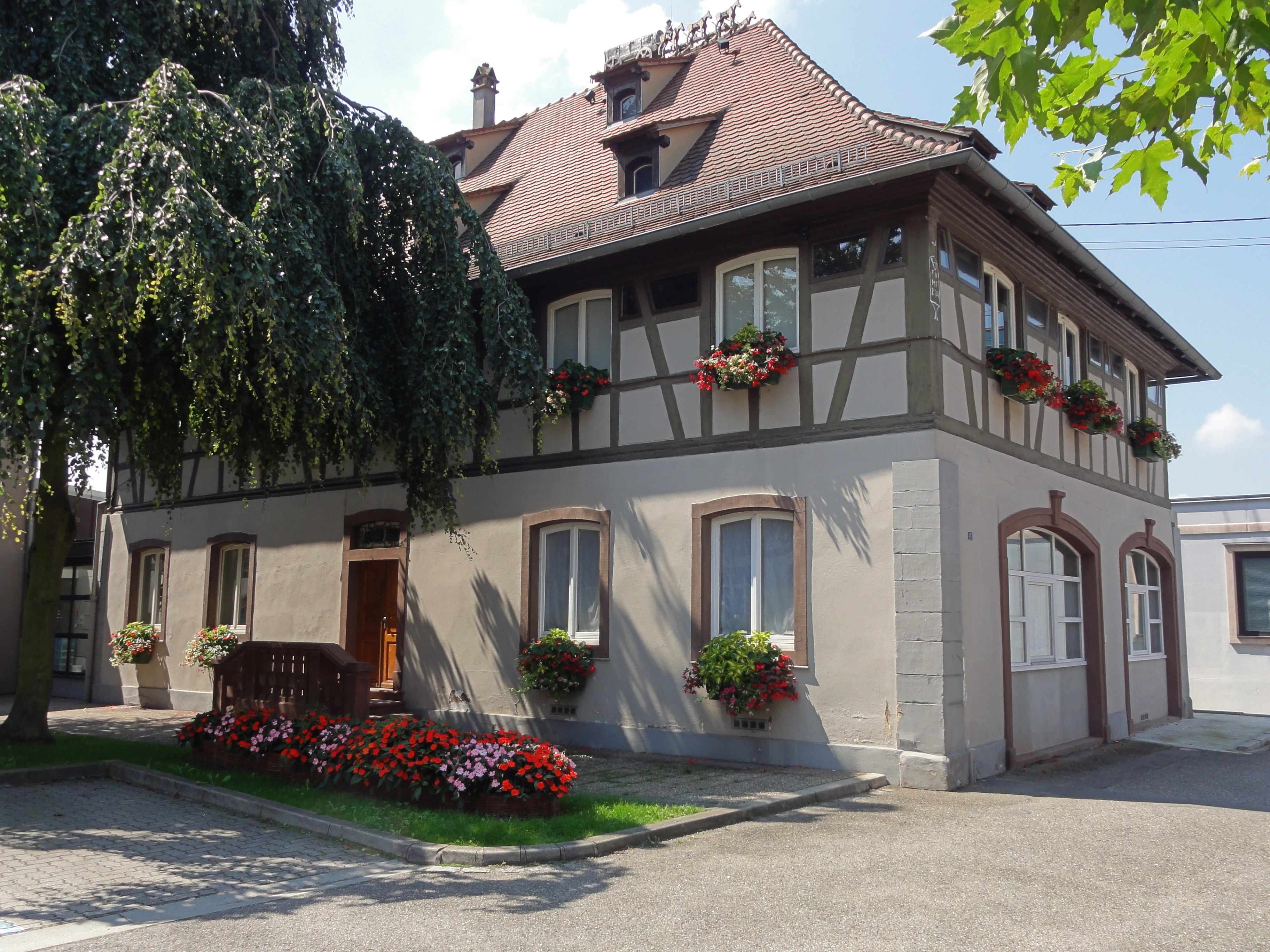
Maison du maître de poste (1754).
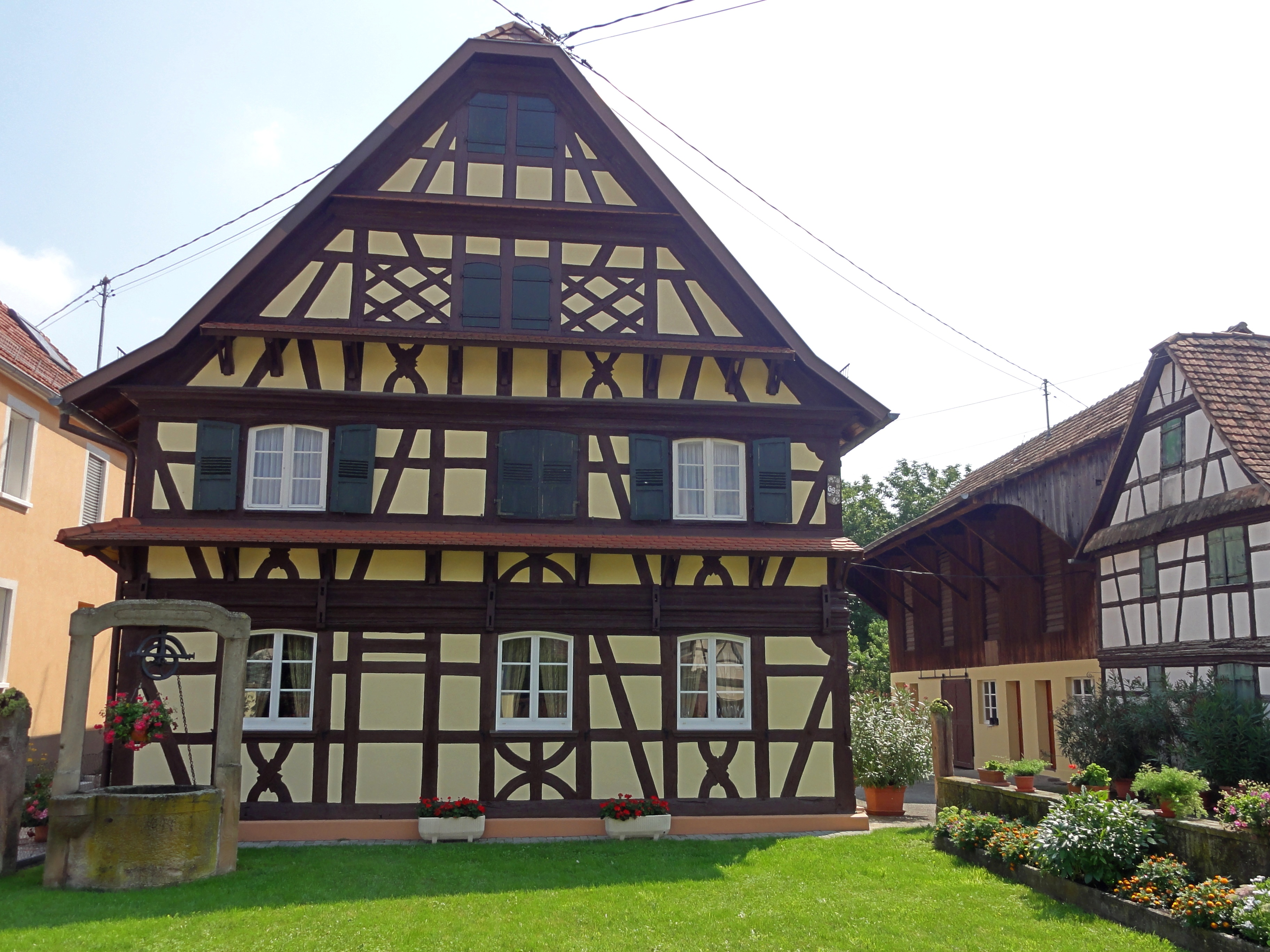
Ferme (XVIIIe), 68 rue de Lyon[65].
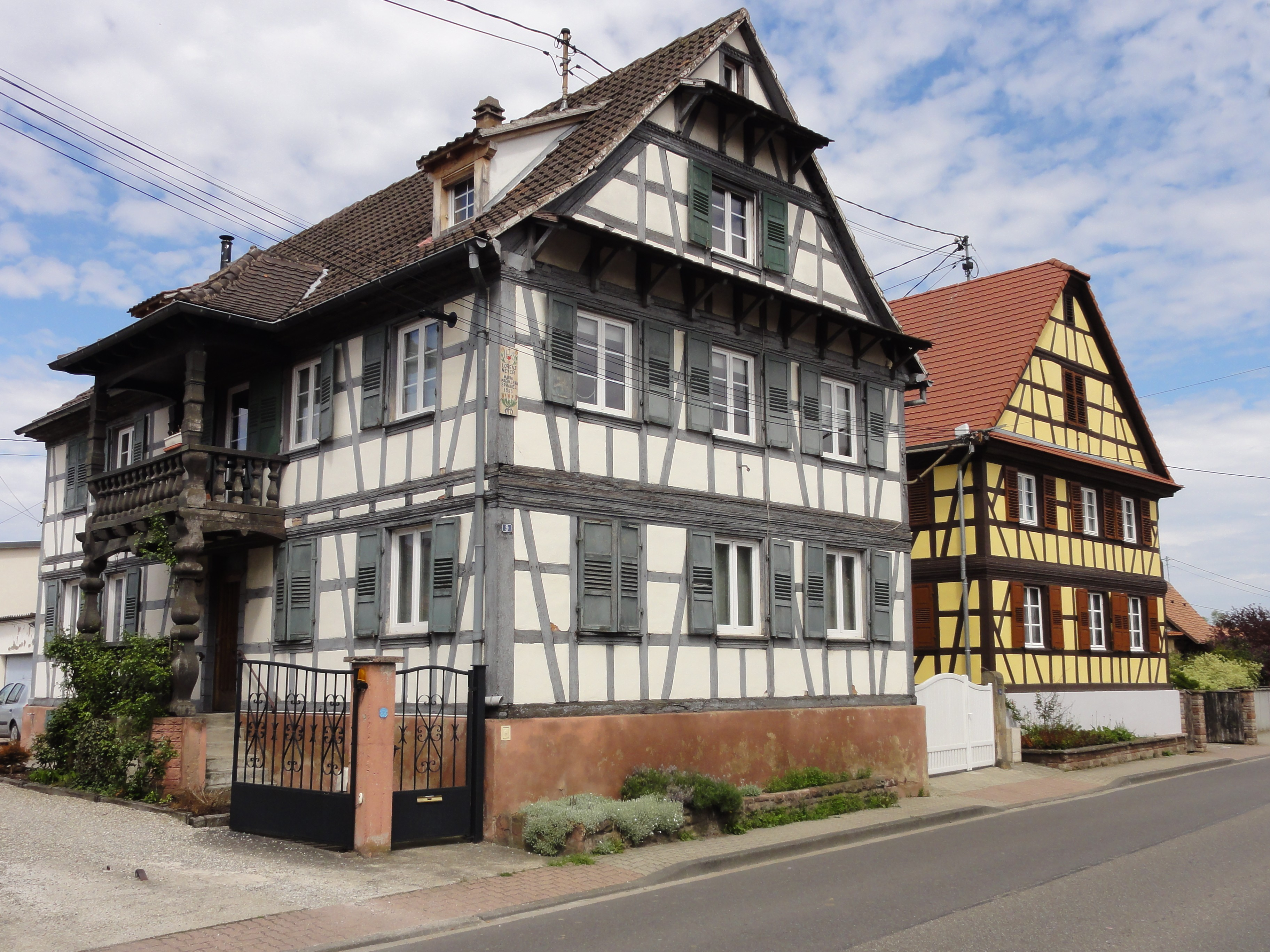
Fermes XIXe, 9 et 11 rue du Général-de-Gaulle.

### Monuments et lieux de mémoire
- Monument aux morts[66],[67] ;

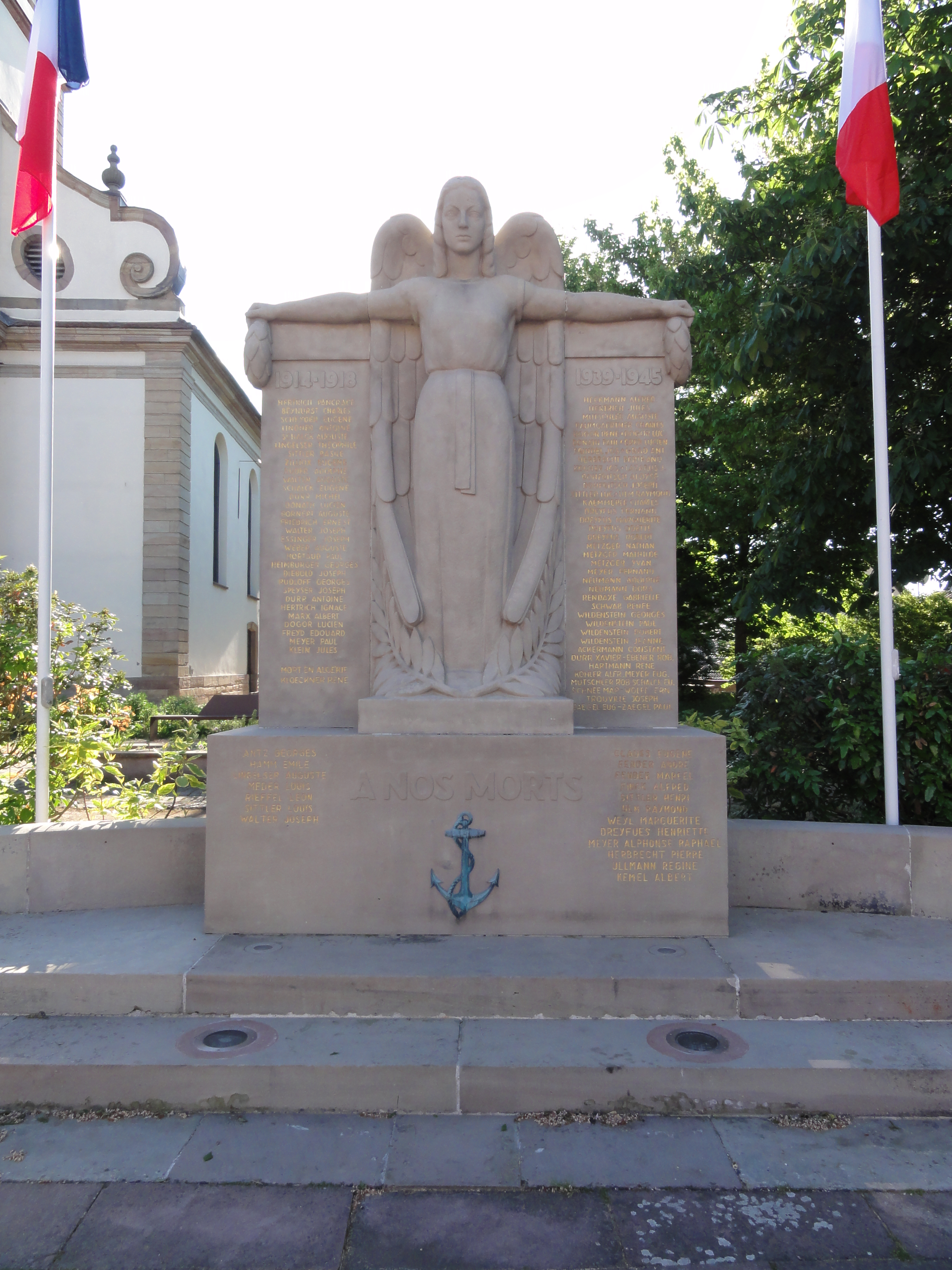
Le monument aux morts.

- Le cimetière israélite existant depuis 1813[68],[69],[70],[71],[72]. Avant cette date, les juifs de Fegersheim étaient enterrés au cimetière de Rosenwiller[73].

### Monuments funéraires
- de Caroline Chaveneid Trapp et Charles Trapp[74] ;
- d'Edgar Roth[75] ;
- de Jacob Walter et Eugène Mannel[76] ;
- de la famille Ehrhard[77].

## Personnalités liées à la commune
Sont nés à Fegersheim :
- Gustave Bloch (1848-1923), historien.
- Henry Ebel (1849-1931), peintre et décorateur.
- Nathan Wildenstein (1851-1934), à l'origine d'une dynastie notable de marchands d'art (Georges Wildenstein (1892-1963), Daniel Wildenstein (1917-2001), Guy Wildenstein (né en 1945)) ; le père de Nathan était maquignon ; Nathan quitte Fegersheim après l'annexion de l'Alsace-Lorraine (1871) et s'installe à Paris comme commerçant ; il devient marchand d'art dès la fin des années 1870.
- Jules Ruff (1862-1917), rabbin de Verdun, mort au champ d'honneur[78].

Huit personnes nées à Fegersheim ont été nommées dans l'Ordre national de la Légion d'honneur

## Héraldique
| Blason de Fegersheim | Blason  | D'or au phi lettre capitale grecque de sable. |
| Blason de Fegersheim | Détails |                                               |